# Wolfgang Wodarg
Wolfgang Wodarg (né le 2 mars 1947) est un médecin allemand et ancien homme politique membre du Parti social-démocrate d'Allemagne. Il s'est fait connaître en 2010 pour avoir exprimé l'avis que l'industrie pharmaceutique avait influencé les décisions de l'OMS en 2009 lors de la campagne de vaccination de la H1N1, puis en 2020 pour avoir affirmé que le ralentissement des activités économiques comme mesure pour enrayer la pandémie de Covid-19 n'était pas adapté.

## Biographie
Né en 1947 à Itzehoe dans le Schleswig-Holstein, Wolfgang Wodarg étudie la médecine à Berlin et à Hambourg.

### Médecin
Il reçoit son titre de docteur en médecine en 1974. Il commence sa carrière de médecin en étant médecin de bord sur les lignes maritimes reliant le port de Hamburg à l'Afrique du sud.
Il se spécialise dans les maladies pulmonaires, en hygiène et médecine environnementale ainsi qu'en santé publique et médecine sociale. Il est médecin officiel dans le Schleswig-Holstein pendant 13 ans, et, en même temps, chargé de cours dans les universités et les écoles professionnelles supérieures puis président de la commission technique pour la protection de l’environnement sanitaire à l’Ordre des médecins du Schleswig-Holstein. En 1991, il obtient une bourse d’études en épidémiologie à l’Université Johns Hopkins à Baltimore, aux États-Unis.

### Vie politique
Depuis 1988 Wodarg est membre du Parti social-démocrate d’Allemagne (SPD). De 1992 à 2002 il est à la tête du district du Schleswig-Flensburg. Du 19 novembre 2005 au 1 décembre 2007 Wodarg est porte-parole pour le district de Flensburgwas.
De 1994 à 2009 il est membre du Bundestag.

### Prises de position

#### Grippe H1N1
Président du Comité santé de l'Assemblée parlementaire du Conseil de l'Europe, il co-signe une résolution le 18 décembre 2009 qui est brièvement discutée en janvier 2010 lors d'un débat d'urgence. Wodarg appelle les élus européens à enquêter sur l'influence prépondérante de l'industrie pharmaceutique sur la campagne de vaccination de la H1N1 menée sous l'égide de l'Organisation mondiale de la santé (OMS).
Il dénonce également la vitesse à laquelle les vaccins ont été créés à cette occasion, certains adjuvants insuffisamment testés et notamment le vaccin de Novartis, "produit dans un bioréacteur à partir de cellules cancéreuses. Une technique qui n’avait jamais été utilisée jusqu’à aujourd’hui". Après cette mise en garde; la vaccin est interdit en Allemagne.
Wodarg revendique l'idée que "les États doivent contrôler et mettre en œuvre eux-mêmes" les vaccins et pense "qu’il faut abandonner le système des brevets sur les vaccins.

#### Covid-19
En 2020, Wodarg revient dans l'actualité en Allemagne lorsqu'il mentionne publiquement pendant les premières semaines de la pandémie de Covid-19 que le SARS-CoV-2 est l'un des multiples virus qui ne sont pas détectés lors de la saison habituelle des infections respiratoires et que l'idée de ralentir les activités économiques dans le but d'enrayer la pandémie est un mauvais plan créé à la suite de perceptions sélectives des chercheurs.
Ses commentaires sur la pandémie lui attirent des critiques de chercheurs allemands et de quelques média allemands. Selon les critiques, les affirmations de Wodarg contredisent le plus souvent les faits vérifiables. Quelques-unes de ses déclarations ne peuvent être vérifiées ni infirmées. Puisque plusieurs faits présentés par Wodarg ne sont pas reliés ensemble, ses déclarations sont jugées fallacieuses,,,,,,,,,,,,,. En juillet 2020, son nom a été utilisé pour soutenir la prétendue véracité d'un message sur les vaccins.
En décembre 2020, Wolfgang alerte également sur un possible effet néfaste du vaccin sur les femmes. Selon lui, le vaccin contre le Covid pourrait les rendre stériles en attaquant une protéine nécessaire à la formation du placenta.

## Publications (sélection)
- (de) Falsche Pandemien : Argumente gegen die Herrschaft der Angst, München : Rubikon, 2021,  (ISBN 978-3-96789-018-1)